# Georg Schmid (Religionswissenschaftler)
Georg Schmid (* 21. Juni 1940 in Chur) ist ein Schweizer evangelisch-reformierter Religionswissenschaftler, Theologe und Pfarrer.

## Leben
Georg Schmid wuchs im Kanton Graubünden auf. Er studierte evangelische Theologie und Religionswissenschaft in Zürich, Bern, Basel, Rom und Alexandria sowie in Virginia, USA. Von 1965 bis 1970 war er in Graubünden als Gemeindepfarrer tätig. Dann arbeitete er als Seminarleiter in Zürich und Chur und von 1986 bis 2003 als Gemeindepfarrer in Greifensee. 1988 wurde er Titularprofessor für Religionswissenschaft an der Universität Zürich. 
1993 übernahm Schmid von Oswald Eggenberger die Leitung der Evangelischen Informationsstelle Kirchen – Sekten – Religionen, die 1963 gegründet wurde. 2013 gab er die Leitung der Informationsstelle an seinen Sohn, den Theologen Georg Otto Schmid, ab. Schmid ist zudem Autor zahlreicher Sachbücher und Dichter von Kirchenliedern.

## Werke (Auswahl)

### Sachbücher
- Interessant und heilig. Auf dem Weg zur integralen Religionswissenschaft. TVZ, Zürich 1971 (Zugleich Dissertation an der Universität Basel 1970).
- Wo das Schweigen beginnt. Wege indischer und christlicher Meditation. Mohn (GTB Siebenstern 775), Gütersloh 1984, ISBN 3-579-00775-0.
- Die Mystik der Weltreligionen. Eine Einführung. Kreuz, Stuttgart 1990, ISBN 3-7831-1016-5 (neu gestaltete 4. Auflage 2000, ISBN 3-7831-1854-9)
- Zwischen Wahn und Sinn. Halten die Weltreligionen, was sie versprechen? Benziger, Solothurn 1995, ISBN 3-545-25095-4.
- Plädoyer für ein anderes Christentum. Nach 2000 Jahren: anders erleuchtet, anders mündig, anders denken. Kreuz, Stuttgart 1998, ISBN 3-268-00220-X.
- Sehnsucht nach Spiritualität. Neue religiöse Zentren der Gegenwart. Kreuz, Stuttgart 2000, ISBN 3-7831-1793-3 (mit Reportagen über Pondicherry, Canigou, Dozwil, Puttaparthi, Anaheim, Pensacola, Sedona, Plum, Village, Karmapa, Pune, Ganeshpuri, Amritapuri, Taizé und Porträts von Sri Aurobindo, Bruder Ephraim, Sai Baba, Thich Nhat Hanh, Lama Ole Nydahl, Gurumayi, Amma, Frère Roger).
- Problemfall Islam. Friedensreligion oder Gefahr für den Weltfrieden? Paulusverlag, Fribourg 2002, ISBN 3-7228-0561-9.
- Die Sekte des Jesus von Nazareth. Aspekte einer neuen Betrachtung des Christentums. Kreuz, Stuttgart 2006, ISBN 3-7831-2682-7.
- Das ärgerliche Christentum. Seine irritierenden Einsichten und provozierenden Absichten. Kreuz, Stuttgart 2007, ISBN 3-7831-2981-8.

Als (Mit-)Herausgeber
- Kirchen, Sekten, Religionen. Religiöse Gemeinschaften, weltanschauliche Gruppierungen und Psycho-Organisationen im deutschen Sprachraum. Ein Handbuch. 7. überarbeitete und ergänzte Auflage, TVZ, Zürich 2003, ISBN 3-290-17215-5.[2]

### Gedichtbände
- Kleiner Friede. Eine Indienreise in Versen und Skizzen. Th. Schmid, Zürich 2000, ISBN 3-906566-02-1.
- Bündner Liebe. Verse und Skizzen. Th. Schmid, Zürich 2000, ISBN 3-906566-06-4.
- Ich finde mich im weiten Raum. Mit Bildern von Hans Domenig. Blau-Kreuz, Bern / Wuppertal 1989, ISBN 3-85580-258-0.
- singen und sehen. Neue Lieder. Friedemann Strube Verlag, München 2018.
- singen und sein, Neue Liedtexte. Friedemann Strube Verlag, München 2019.

Im Evangelisch-reformierten Gesangbuch von 1998 sind fünf Kirchenlieder von Georg Schmid enthalten.